# Rastriya Panchayat
Il Rastriya Panchayat era il parlamento del Nepal durante il regime di Panchayat tra il 1960 ed il 1990. La sede era presso la "Gallery Baithak", Singha Durbar, Kathmandu. Negli anni Ottanta consisteva di più di 120 membri tra i quali 105 erano eletti direttamente dal popolo, mentre il re nominava il 20 percento dei suoi membri (19).
Il Rastriya Panchayat venne sciolto da Re Birendra a seguito del Movimento Popolare del 1990 (Jana Andolan 1990) e sostituito da un parlamento bicamerale con una Camera dei Rappresentanti (Pratinidhi Sabha) interamente eletta.